# Kalppu
Kalppu är en klippa i Finland.   Den ligger i kommunen Fredrikshamn i den ekonomiska regionen  Kotka-Fredrikshamn  och landskapet Kymmenedalen, i den södra delen av landet, 140 km öster om huvudstaden Helsingfors.
Terrängen runt Kalppu är mycket platt.  Det finns inga samhällen i närheten. 